# Lamberto Funes
Lamberto Funes (Mainar, Campo Romanos, Campo de Daroca, provincia de Zaragoza, Aragón, España, 1912-1983), músico, autor de jotas y tonadas español. 
Ciego de nacimiento, Lamberto ya apuntó desde niño una gran talento musical. Fue un prolífico compositor de tonadas y un gran letrista ocurrente, lograba grandes alturas artísticas combinando voz y laúd, también fue un intérprete de jotas de calidad poco frecuente. Destacó sobre todo el laúd, pero enseñó a tocar muchos otros en la comarca de Campo Romanos.
Aprendió a tocar del Tió Bonifacio Hernández "el ciego de Villafeliche", músico de formación de conservatorio, natural de la villa de la pólvora pero formado en Madrid. Lamberto aprendió con él solfeo por el método Braille a orillas del Jiloca.
Su talento musical nacía inspirado en su contacto con la naturaleza y en el canto de los pájaros. Lamberto en primavera se paseaba por la carretera (por aquel entonces poquísimo transitada) hasta el cruce de la carretera de Codos. Con su fino oído localizaba por el piar en las acacias nidos con polluelos de cardelino recién nacidos. Entonces llamaba a los niños del pueblo para que metieran los polluelos dentro de jaulas abiertas colgadas de los árboles para que su madre los alimentara y cuando los pollitos eran grandes las jaulas se cerraban. Así se hacía con su provisión de aves cantoras que mantenía en su estudio, que era un cuarto provisto de una cama de hierro de forja antigua, un aparato de radio Marconi y otro de marca Mobba, una gramola de discos de baquelita, una guitarra y un laúd. Lamberto dormía por el día y las noches las pasaba en vela a oscuras oyendo discos de Albéniz, Strauss, Beethoven, Andrés Segovia, Narciso Yepes y otros. Así durante a horas en completa oscuridad, al final paraba la gramola, encendía la luz y sus pajareles estallaban en un inmenso cántico prodigioso producto de las horas musicales en oscuridad. Los pajaritos devolvían la música con sus cánticos de forma feérica. Lamberto se inspiraba en ellos para sus composiciones propias. Además de las aves su instinto musical se nutría del contacto con otros animales, pero en especial de la cabra, cuyo tacto y olor eran los favoritos de Lamberto, gustaba de ordeñarlas y disfrutaba tanto que nacía de ese hecho inspiración para su música.
En el recuerdo de quienes les conocieron está todavía su personalidad elemental y visceral, rasgo este último que era característico de todo su sentido musical. Gustaba de comer en casa al atardecer, una sola vez al día y en ingentes cantidades. Sus manjares predilectos eran el pepino y la uva. Sin embargo luego iba al bar y se comía un kilo cacahuetes y una botella de refresco de cola de una sentada. Todo esto le trajo evidentes problemas de salud.
Su trabajo como músico fue prolijo y su popularidad fue más allá de las fronteras de Campo Romanos, logrando una merecida fama por todo Aragón. Como músico contratado para las fiestas locales actuó en todos los pueblos de Campo Romanos e incluso por Trasierra (Luesma, Fombuena…), acompañado habitualmente de Joaquín Gómez "el Chato".